# Pérez Prado
José Dámaso Pérez Prado (Matanzas, 11 december 1916 - Mexico City, 14 september 1989) was een Cubaanse pianist, organist en componist.

## Biografie
Pérez Prado's moeder was onderwijzeres. Hij leerde al tijdens zijn vroege kinderjaren klassieke muziek te spelen op de piano. Later speelde hij orgel en piano in de clubs van de buurt. Tijdens de jaren 1940 werkte hij vooral in Havana en behoorde hij tot het Orquesta Casino de la Playa. In 1946 formeerde hij een eigen band. In 1948 verhuisde hij naar Mexico City, waar hij het grootste gedeelte van zijn carrière doorbracht. Hij specialiseerde zich op de mambo en met zijn kenmerkende riffs en vijfstemmige trompetverloop en sterke contrapunten door het vierstemmige saxofoonverloop werkte hij maatgevend daaraan mee om de mambo populair te maken. Vanaf 1954 werkte Pérez in de Verenigde Staten.

## Werken
Pérez werd bekend als koning van de mambo en componeerde bekende nummers als Mambo #5 en Mambo #8. Tijdens de bloeitijd van de mambo plaatste hij zich met het door de Fransman Louiguy gecomponeerde nummer Cherry Pink and Apple Blossom White tien weken op de nummer 1-positie van de Amerikaanse hitlijst. Ook in Duitsland, het Verenigd Koninkrijk en Australië  plaatste hij zich op de toppositie. Pérez  had dit nummer voor de eerste keer in 1951 nagespeeld voor de film Underwater, waarin Jane Russell danst op Cherry Pink.
In 1958 plaatste Pérez  zich met zijn eigen compositie Patricia weer op de toppositie in Duitsland en de Amerikaanse hitlijsten. In het Verenigd Koninkrijk scoorde de plaat een 8e plaats. Het nummer werd gespeeld in de stripscene in de film La Dolce Vita van Federico Fellini. Pérez Prado haalde de muzikanten Bud Shank, Bob Cooper, Maynard Ferguson en Shorty Rogers in zijn bigband. Hij trad ook op in speelfilms in Mexico, de Verenigde Staten en Europa. Het orkest wordt tegenwoordig verder geleid door zijn zoon.
In 1999 bracht Lou Bega een internationaal succesvolle coverversie uit van Mambo #5, met de tekst A little bit.

## Overlijden
Pérez Prado overleed in september 1989 op 72-jarige leeftijd.

## Discografie

### Singles
- 1955:	Cherry Pink and Apple Blossom White (Pérez Prado and his Orchestra)
- 1958:	Patricia
- 1958: Guaglione (Pérez Prado & his Orchestra)
- 1958: Paris (Pérez Prado & his Orchestra)
- 1962:	Patricia – Twist

### Albums
- 1950: Plays Mucho Mambo for Dancing (and his Orchestra)
- 1951: Mambos (and his Orchestra)
- 1955: Mambo Mania (and his Orchestra)
- 1955: Voodoo Suite Plus Six All-Time Greats (met Shorty Rogers)
- 1956: Havana, 3 A.M. (and his Orchestra)
- 1956: Mambo by the King (and his Orchestra)
- 1957: Latin Satin (and his Orchestra)
- 1957: Mambo Happy!
- 1958: Dilo (Ugh!) (and his Orchestra)
- 1958: Mambo en Sax
- 1958: Patricia (and his Orchestra)
- 1958: Pérez Prado and his famous Latin Orchestra
- 1958: Great Mambos and other Latin American Favorites
- 1959:	Prez
- 1959: Pops and Prado (and his Orchestra)
- 1959: La niña popof – Volumen V
- 1960: Big Hits by Prado (and his Orchestra)
- 1960: A Touch of Tabasco (met Rosemary Clooney)
- 1961: La Chunga (and his Orchestra)
- 1961: Rockambo (and his Orchestra)
- 1961: Latin Dance Rhythms (mit Armand Torres)
- 1961: Recordando (Beny More con las Orquestas de Pérez Prado, Mariano Mercerón, Rafael de Paz)
- 1961: Latino! (and his Orchestra)
- 1962: Now! Twist Goes Latin (and his Orchestra)
- 1962: Exotic Suite of the Americas (and his Orchestra)
- 1963: Our Man in Latin America (and his Orchestra)
- 1964: Dengue
- 1964: In Mexico (met Carlos Molina)
- 1965: Lights! Action! Prado! (and his Orchestra)
- 1965: Cha-Cha Festival (All-Star Orchestra of Pérez Prado en All-Star Orchestra van Pépito Pavon)
- 1965: Dance Latino
- 1965: Pérez Prado in Japan
- 1966: Pérez Prado e la sua famosa Orchestra (and his Orchestra)
- 1967: Concierto para bongo
- 1968: Estás si viven (The Living End)
- 1969: Dansons le Mambo (and his Orchestra)
- 1969: Mélange des Îles Antillaises / Bamba
- 1969: El Señor Ritmo Pérez Prado
- 1970: Dimension (and his Orchestra)
- 1970: Mambo (and his Orchestra)
- 1970: Pérez Prado 70
- 1971: Patricia
- 1972: I Love Napoli
- 1972: Más éxitos con el rey del Mambo (and his Orchestra)
- 1972: Mambo Jambo
- 1972: ¡Mambo!
- 1973: Pérez Prado y su Mambo Cuadrafónico
- 1974: ¡Viva Santana! Con Pérez Prado '74
- 1976: Guantanamera (and his Orchestra)
- 1981: El rey del Mambo Pérez Prado hoy
- 2014: Escándalo
- 2014: Don Alfio